# Roha Ashtami
Roha Ashtami es una ciudad y  municipio situada en el distrito de Raigad en el estado de Maharashtra (India). Su población es de 20849 habitantes (2011). Se encuentra a orillas del río Kundalika, a 74  km de Bombay y a 88 km de Pune.

## Demografía
Según el censo de 2011 la población de Roha Ashtami era de 20849 habitantes, de los cuales 10590 eran hombres y 10259 eran mujeres. Roha Ashtami tiene una tasa media de alfabetización del 93,66%, superior a la media estatal del 82,34%: la alfabetización masculina es del 95,45%, y la alfabetización femenina del 91,82%.